# Щитник двузубчатый
Щитник двузубчатый (лат. Picromerus bidens) — вид клопов семейства настоящих щитников.

## Описание
Буро-коричневые клопы длиной 10-14 мм. Тело покрыто мелкими или глубокими темными точками. Усики рыжие. Боковые углы переднеспинка острые. Щиток на вершине беловатый. Бёдра и голени передних ног на вершине с коротким шипом. На нижней стороне брюшка имеется бугорок, направленный вперёд. Яйца бочёнковидной формы длиной чуть больше 1 мм.

## Биология
Населяет преимущественно увлажнённые кустарниковые и лесные местообитания. Питается в основном личинками жесткокрылых, чешуекрылых и перепончатокрылых, реже и куколками и имаго. Жертвами являются около 250 видов насекомых. Самки откладывают от 130 до 300 яиц. Личинки первого и второго возраста малоподвижны, живут группами, по 3-56 особей. Личинки первого возраста поглощают только жидкости на поверхности растений. Зимует на стадии яйца. В течение года развивается одно поколение. Продолжительность развития составляет от 25 (32 °C) до 85 дней (18 °C).
Является потенциальным агентом борьбы в вредителями лесов (сибирский шелкопряд) и сельскохозяйственных культур (колорадский жук).

## Распространение
Встречаются в Европе, Северной Африке, Кавказе, Сибири, Средней Азии и Дальнем Востоке. В 1930-е годы был завезен в Северную Америку. Отмечен на востоке Канады и северо-востоке США.